# 福島市飯坂学習センター
福島市飯坂学習センター（ふくしまし いいざかがくしゅうセンター）は、福島県福島市にある生涯学習施設である。

## 概要
福島市学習センター条例に基づき設置された学習センターの一つであり、福島市飯坂町、福島県道313号中野梍町線沿いの旧農林水産省蚕糸試験場福島支場跡地に位置する。移転新築以前は福島市飯坂公民館として利用されており、飯坂地区住民の生涯学習の拠点として利用されてきた。建物は福島市役所飯坂支所との合築となっている。

## 施設
1階
- 和室1～3
- 図書室（福島市立図書館分館）
- 実習室
- 工芸室
- 陶芸窯室
- 多目的ホール
- ワークスペース1
- 福島市役所飯坂支所
- 小会議室

2階
- 研修室1～2
- ワークスペース2
- 大会議室

## 沿革
- 1946年12月 - 福島県内初の公民館として信夫郡中野村に中野村公民館が設置される。
- 1964年1月 - 信夫郡飯坂町が福島市に編入合併されたことから福島市飯坂公民館が設置され、中野公民館、平野公民館、湯野公民館、東湯野公民館、茂庭公民館が分館となる。
- 1967年4月 - 福島市公民館設置条例の改正により、市内7つの公民館本館の一つとして飯坂公民館が設置される。
- 1967年5月 - 福島市市民センターが飯坂町に竣工し、飯坂公民館が移転し併設される。
- 1989年9月 - 福島市市民センター廃止に伴い、飯坂公民館が移設される。
- 2005年2月 - 飯坂公民館が現在地に移転新築され、2か月後の福島市学習センター条例の施行に先立ち飯坂学習センターに改称し開館する。
- 2005年4月 - 福島市公民館条例が廃止され福島市学習センター条例が施行される。

## 開館
- 開館時間 - 午前9時～午後9時（未登録団体の専用使用は午後5時45分まで）
- 休館日 - 毎週火曜日、国民の祝日、12月29日から翌年1月3日まで

## アクセス
- 福島交通飯坂線花水坂駅より徒歩3分。

## 周辺
- 乙和公園
  - 乙和稲荷神社
- 飯坂消防署
- いちい飯坂店
- ダイユーエイト飯坂店
- アルタ飯坂店
- 国道399号飯坂バイパス
- 福島県道313号中野梍町線